# Kei Tanaka
Kei Tanaka (japonés: 田中圭, Hepburn: Tanaka Kei) es un actor japonés.

## Biografía
Estudió en el "Makuhari Junior" y en el "Senior High School".
El 31 de agosto del 2011 se casó con la actriz japonesa Sakura (さくら), la pareja le dio la bienvenida a su primera hija el 6 de febrero del 2012 y a su segunda hija el 3 de agosto del 2016.

## Carrera
Es miembro de la agencia japonesa "Tristone Entertainment".
En abril del 2011 se unió al elenco de la serie japonesa Ohisama donde interpretó a Haruki Sudō, el hermano mayor de Yōko Maruyama (Mao Inoue) y Sigeki Sudō (Kento Nagayama), hasta el final de la serie en octubre del mismo año.
Ese mismo año participó en la serie japonesa Misaki Number One!! donde dio vida Mikuni Takeshi, uno de los profesores de la escuela "Mido High School".
En enero del 2012 realizó una aparición especial en la serie japonesa Mou Yuukai Nante Shinai donde interpretó a "Youth A", uno de los hombres malos de Hero Show. 
En julio del mismo año se unió al elenco de la serie 20-nen go no Kimi e donde dio vida a Sawada Daichi, un hombre que trabaja en el departamento de ministerio de economía, comercio e industria y el hijo mayor de Sawada Yuichiro (Kiichi Nakai).
En enero del 2014 se unió al elenco de la serie japonesa Gunshi Kanbei donde interpretó a Ishida Mitsunari, un samurái japonés y miembro del clan Toyotomi.
En abril del 2020 se unirá al elenco principal de la serie japonesa Spiral Labyrinth – DNA Forensic Investigation, donde dará vida al doctor Jin Jinbo, un experto en ADN que se une a un detective para resolver misteriosos casos. La serie está basada en el manga japonés "Rasen no Meikyū – DNA Kagaku Sōsa" del autor Midori Natsu.
Ese mismo año se unirá al elenco de la película Hinomaru Soul donde dará vida al deportista Jinya Nishikata, un saltador de esquí japonés.

## Filmografía

### Series de televisión
| Año             | Título                                                  | Personaje                | Notas               |
| --------------- | ------------------------------------------------------- | ------------------------ | ------------------- |
| 2020 - presente | Spiral Labyrinth – DNA Forensic Investigation           | Dr. Jin Jinbo            |                     |
| 2020            | Unsung Cinderella                                       | Seno Shogo               |                     |
| 2020            | Panda Judges the World                                  | Tetsuya Morishima        |                     |
| 2019            | Ossan's Love in the Sky                                 | Soichi Haruta            | 8 episodios         |
| 2019            | Kizuna no Pedal                                         | -                        |                     |
| 2019            | I Turn                                                  | Kenji Ryuzaki            | 12 episodios        |
| 2019            | Your Turn to Kill                                       | Shōta Tezuka             | 20 episodios        |
| 2018            | Cold Case 2                                             | Ogino Sakutaro           | ep. #5              |
| 2018            | Kemono ni Narenai Watashitachi                          | Kyoya Hanai              |                     |
| 2018            | Kenkou de Bunkatekina Saitei Gendo no Seikatsu          | Daiki Kyogoku            |                     |
| 2018            | Double Fantasy                                          | Ryosuke Iwai             |                     |
| 2018            | Miss Sherlock                                           | Toshio Yoneyama          | ep. #3              |
| 2018            | Ossan's Love                                            | Soichi Haruta            | 7 episodios         |
| 2017            | The Public Enemy (Minshuu no Teki)                      | Sato Kohei               |                     |
| 2017            | Doctor X 5                                              | Hikaru Morimoto          |                     |
| 2017            | The Many Faces of Ito (Ito-kun A to E)                  | Tamura Shinya            |                     |
| 2017            | Koi ga Heta demo Ikitemasu                              | Ojima Keisuke            | 12 episodios        |
| 2017            | Tantei Shoujo Arisa no Jikenbo                          | Tachibana Ryota          |                     |
| 2017            | Tokyo Tarareba Musume                                   | Yoshio Marui             |                     |
| 2017            | Bakumatsu Gurume Bushimeshi!                            | Yazawa Goroemon          | 8 episodios         |
| 2016            | Ossan's Love Special                                    | Haruta Soichi            | 1 episodio          |
| 2016            | Guard Center 24                                         | Ouji Shunichi            |                     |
| 2016            | Omukae Death                                            | Hakamada Hiroshi         | ep. #9              |
| 2016            | Good Morning Call                                       | Takuya Uehara            |                     |
| 2016            | Kazoku no Katachi                                       | Takase Kazuya            |                     |
| 2015            | Library Wars: Book of Memories                          | Komaki Mikihisa          |                     |
| 2015            | 5-ji Kara 9-ji Made                                     | Makoto Kiyomiya          |                     |
| 2015            | HEAT                                                    | Naoki Hamada             | 9 episodios         |
| 2015            | I'm Home                                                | Tsuyoshi Honjō           |                     |
| 2015            | Disappointing Husband (Zannenna Otto)                   | Kazuyuki Mukai           |                     |
| 2015            | Bittare!!!                                              | Tsutomu Ibu              | 10 episodios        |
| 2015            | Within a 7-Minute Walk                                  | Yasuo Tanaka             |                     |
| 2015            | Totsuki Tooka no Shinkaron                              | -                        |                     |
| 2015            | Jiken Kyumeii - IMAT no Kiseki 2                        | Kageura Takuma           | 1 episodio          |
| 2015            | Shinigami-kun                                           | Takeshi Nakahira         | 2 episodios         |
| 2015            | Hanasaki Mai ga Damattenai                              | Yuichi Sugishita         | ep. #2              |
| 2015            | Salt of the Earth (Chi no Shio)                         | Baba Yoshiaki            |                     |
| 2014            | Night Teacher (Yoru no Sensei)                          | Jobu Shunsuke            |                     |
| 2014            | Strategist Kanbe (Gunshi Kanbee)                        | Ishida Mitsunari         |                     |
| 2013            | No Continue Kid: Bokura no Game Shi                     | Reiji Watanabe           | 12 episodios        |
| 2013            | Second Movement (Dai Ni Gakusho                         | Tominaga Masaya          |                     |
| 2013            | Jiken Kyumeii - IMAT no Kiseki                          | Kageura Takuma           | 1 episodio          |
| 2013            | Biblia Koshodou no Jiken Techou                         | Kasai Kikuya             |                     |
| 2013            | Aibou: Season 11                                        | Akira Iwatsuki           | 2 episodios         |
| 2012            | Doctor X                                                | Morimoto Hikaru          | 8 episodios         |
| 2012            | Makete, Katsu                                           | Yoshida Kenichi          |                     |
| 2012            | 20-nen go no Kimi e                                     | Sawada Daichi            |                     |
| 2012            | Deka Kurokawa Suzuki                                    | Det. Tadashi Akagi       | 13 episodios        |
| 2012            | Mou Yuukai Nante Shinai                                 | "Youth A"                |                     |
| 2011            | The Reason I Can't Find My Love                         | Yu Hasegawa              |                     |
| 2011            | Still, Life Goes On (Soredemo, Ikite Yuku)              | Higaki Kohei             |                     |
| 2011            | Kairoutei Satsujin Jiken                                | Satonaka Jiro            |                     |
| 2011            | BOSS 2                                                  | Kogure Masao             | ep. #7              |
| 2011            | Ohisama                                                 | Haruki Sudō              |                     |
| 2011            | Misaki Number One!!                                     | Mikuni Takeshi           |                     |
| 2011            | Diplomat Kosaku Kuroda                                  | Mori Saionji             |                     |
| 2010            | Himitsu                                                 | -                        | 3 episodios         |
| 2010            | Chase: National Taxation Inspector (Chase)              | Tetsuo Kubota            |                     |
| 2010            | The Pursuit Of Snake (Hebi no Hito)                     | -                        |                     |
| 2010            | Kobe Shimbun no Nanokakan                               | Chin Yuiku               |                     |
| 2009            | Midnight Diner (Shinya Shokudo)                         | Nakajima                 | ep. #7              |
| 2009            | Mr. Straightforward (Massugu na Otoko)                  | Shiro Kumazawa           |                     |
| 2009            | Sister                                                  | -                        |                     |
| 2009            | Summer for Bureaucrats (Kanryotachi no Natsu)           | Mikage Taiki             |                     |
| 2009            | The Policeman's Lineage (Keikan no Chi)                 | -                        |                     |
| 2009            | Voice (Inochi Naki Mono no Koe)                         | Igarashi Fujio           | ep. #4              |
| 2009            | Money Crazy (Zeni Geba)                                 | Shirakawa Masaki         | 2 episodios         |
| 2008            | Tengoku no Soup                                         | -                        |                     |
| 2008            | Cat Street                                              | Masanobu Ozawa           |                     |
| 2008            | Homeless Chugakusei                                     | Tamura Shinichi          |                     |
| 2008            | Devil (Maō)                                             | Hitoshi Kasai            | 11 episodios        |
| 2008            | Loss Time Life - Story 6                                | Masaki Ozora             | ep. #6: "Hero Show" |
| 2008            | Impossible Love (Muri na Renai)                         | Yashiro Bunpei           |                     |
| 2008            | The Negotiator (Koshonin)                               | Kitaoka                  | ep. #6              |
| 2007            | Ushi ni Negai Wo: Love & Farm                           | Ashizaki Katsuya         |                     |
| 2007            | Shinuka to Omotta - Renzoku                             |                          | ep. #3              |
| 2007            | You Gotta Be Kidding Me! (Jodan ja nai!)                | Satoshi Tomoda           |                     |
| 2007            | Hana Yori Dango Returns                                 | Prometido de Hinata Sara | ep. #7              |
| 2006            | Seishun Energy - Mo Hitotsu no Sugar & Spice            | Takuma                   |                     |
| 2006            | Journey Under the Midnight Sun (Byakuyakō)              | Kikuchi Michihiro        |                     |
| 2006            | Walk My Way (Boku no Aruku Michi)                       | Miura Hiroyuki           |                     |
| 2006            | Taiyo no Uta                                            | Onishi Yuta              |                     |
| 2006            | Woman's Island                                          | -                        |                     |
| 2006            | Angels with Broken Wings (Tsubasa no Oreta Tenshitachi) | Onodera Riku             | ep. #4              |
| 2005            | Slow Dance                                              | Kohei                    |                     |
| 2005            | Affectionate Time (Yasashii Jikan)                      | Anzai Mitsuo             |                     |
| 2005            | The Vulgar Tongue (Kegareta Shita)                      | Mitsuya Suzushino        |                     |
| 2005            | Water Boys Finale                                       | Takashi Yasuda           |                     |
| 2005            | Tokyo Friends                                           | Wataru Iwatsuki          | 2 episodios         |
| 2005            | Division 1 Stage 9 - Miracle                            | Matsuda Shuhei           | 4 episodios         |
| 2004            | Sekai no Chuushin de, Ai wo Sakebu                      | Yasura Tadashi           |                     |
| 2004            | Orange Days                                             | -                        | ep. #8              |
| 2004            | Honto ni Atta Kowai Hanashi                             | Yoshikawa Kenji          | ep. #4: "Ne-san"    |
| 2003            | Water Boys                                              | Takashi Yasuda           |                     |
| 2002            | HOTMAN                                                  | -                        |                     |
| 2003            | Okaasan to Issho                                        | -                        |                     |
| 2002            | Omiya-san Season 1                                      | -                        | ep. #8              |
| 2002            | Gokusen                                                 | Ono                      | ep. #10             |

### Películas
| Año  | Título                              | Personaje                  | Notas                                                                                              |
| ---- | ----------------------------------- | -------------------------- | -------------------------------------------------------------------------------------------------- |
| 2020 | Stolen Identity 2                   | Makoto Tomita              | |
| 2020 | Hinomaru Soul                       | Jinya Nishikata            | junto a Tao Tsuchiya, Yuki Yamada, Arata Furuta, Nao Kosaka y Gordon Maeda                         |
| 2020 | Mellow                              | Seiichi Natsume            | junto a Sae Okazaki, Sara Shida, Tamaki Shiratori, Sumire y Kenjiro Yamashita                      |
| 2019 | Hit Me Anyone One More Time         | Heitaro Ozeki              | junto a Kiichi Nakai, Dean Fujioka, Yuriko Ishida, Masao Kusakari y Eiko Koike                     |
| 2019 | Ossan's Love: Love or Dead          | Haruta Soichi              | junto a Kento Hayashi, Kōtarō Yoshida, Rio Uchida, Daichi Kaneko y Kazuya Kojima                   |
| 2019 | Marriage Hunting Beauty             | Yatabe                     | junto a Mei Kurokawa, Asami Usuda, Tomoya Nakamura, Seminosuke Murasugi y Masaki Sumitani          |
| 2018 | Stolen Identity                     | Makoto Tomita              | junto a Keiko Kitagawa, Yūdai Chiba, Ryo Narita, Taizo Harada y Bakarhythm                         |
| 2018 | The Many Faces of Ito               | Shin'ya Tamura             | junto a Fumino Kimura, Nozomi Sasaki, Mirai Shida, Elaiza Ikeda, Kaho y Yuki Yamada                |
| 2017 | Manhunt                             | Kitagawa                   | junto a Zhang Hanyu, Masaharu Fukuyama, Qi Wei, Ha Ji-won, Jun Kunimura y Hiroyuki Ikeuchi         |
| 2016 | Birthday Card                       | -                          | |
| 2015 | Bittare!!!                          | Tsutomu Ibu                | |
| 2015 | Library Wars: The Last Mission      | Mikihisa Komaki            | junto a Junichi Okada, Nana Eikura, Sōta Fukushi, Naomi Nishida, Tao Tsuchiya y Tori Matsuzaka     |
| 2015 | Prophecy                            | Kitamura                   | |
| 2013 | The Sango Ranger                    | Hiroto Kishitani           | |
| 2013 | Library Wars (Toshokan Sensō)       | Mikihisa Komaki            | junto a Junichi Okada, Nana Eikura, Sōta Fukushi, Naomi Nishida y Jun Hashimoto                    |
| 2013 | Aibou: X-Day                        | Akira Iwatsuki             | |
| 2013 | See You Tomorrow, Everyone          | Hotta                      | |
| 2012 | .hack//The Movie                    | Tomohiko Okano             | junto a Saki Fujita, Yukari Fukui, Nobuyuki Hiyama, Marina Inoue, Masako Katsuki y Nanami Sakuraba |
| 2012 | Rent-a-Cat                          | Yoshizawa                  | |
| 2012 | Afro Tanaka                         | Hajime Okamoto             | junto a Shōta Matsuda, Nozomi Sasaki, Atsushi Tsutsumishita, Kaname Endo y Mikie Hara              |
| 2011 | Runway Beat                         | Satoru Inuda               | junto a Koji Seto, Nanami Sakuraba, Mirei Kiritani, Imalu, Michiko Kichise y Atsuo Nakamura        |
| 2010 | Hebi no Hito                        | -                          | |
| 2010 | Love Come                           | Miharu                     | |
| 2010 | Miss KUROSAWA Film                  | -                          | |
| 2010 | Nanase Futatabi: The Movie          | Iwabuchi Ryo               | |
| 2009 | Genkai in a Black Company           | Shota Kimura               | |
| 2009 | Killer Bride's Perfect Crime        | Jun Tonegawa               | |
| 2009 | Tajomaru                            | -                          | |
| 2008 | Flavor of Happiness                 | Akira Takahashi            | |
| 2008 | Cyborg She                          | -                          | |
| 2008 | Frost                               | -                          | |
| 2007 | Hōtai Club                          | Shinichi "Gimo" Yanagimoto | junto a Yūya Yagira, Satomi Ishihara, Chiaki Satō, Motoki Ochiai y Megumi Seki                     |
| 2005 | Rainbow Song                        | Gakuto Ogata               | |
| 2006 | The Backdancers!                    | -                          | |
| 2006 | Tokyo University Story              | Naoki Murakami             | |
| 2005 | The Suspect: Muroi Shinji           | Yougisha Muroi Shinji      | |
| 2005 | Simsons                             | Masato Kaga                | |
| 2004 | Koibumi-biyori                      | -                          | (segmento: "Yuki ni saku hana")                                                                    |
| 2004 | Be with You                         | Amigo de Mio               | junto a Yūko Takeuchi, Shidō Nakamura II, Yūta Hiraoka, Chihiro Ōtsuka y Mikako Ichikawa           |
| 2003 | Inagawa Junji no senritsu no horror | Kunio                      | |
| 2002 | Suicide Club                        | Joven en el techo          | |

### Doblaje japonés
| Año  | Título                         | Personaje        | Notas      |
| ---- | ------------------------------ | ---------------- | ---------- |
| 2019 | Godzilla: King of the Monsters | Dr. Mark Russell | (película) |

### Aparición en programas de variedades
| Año | Programa      | Notas    |
| --- | ------------- | -------- |
| -   | Shabekuri 007 | invitado |

### Anuncios
| Año         | Título                                        | Notas                |
| ----------- | --------------------------------------------- | -------------------- |
| 2011        | Sapporo Beer - "Yebisu"                       | junto a Kōji Yakusho |
| 2010        | Calorie Mate                                  |                      |
| 2010        | Keirin                                        |                      |
| 2007        | Leopalace 21                                  |                      |
| 2007        | Kao - "Econa Health"                          |                      |
| 2005        | Jaccs - "Jaccs Card"                          |                      |
| 2005        | Nestlé                                        |                      |
| 2003        | Mizuho Bank                                   |                      |
| 2002 - 2003 | SQUARE - "Unlimited: SaGa"                    |                      |
| 2002        | NTT DoCoMo - "DoCoMo Shop First"              |                      |
| 2002        | Coca-Cola - "CP Wavin Flag World Cup Edition" |                      |
| 2002        | Toyota - "Corolla Fielder"                    |                      |
| 2001 - 2002 | Mitsukan - "Mitsukan Vinegar"                 |                      |
| 2001        | QUOQ                                          |                      |
| 2001, 2003  | Shinkenzemi . "Junior High School Course"     |                      |
| 2000        | Nintendo - "Mario Party 3"                    |                      |

### Aparición en videos musicales
| Año  | Intérprete (es) | Canción               | Notas              |
| ---- | --------------- | --------------------- | ------------------ |
| 2010 | Remioromen      | «Kachoufuugetsu»      |                    |
| 2009 | Remioromen      | «Koi no yokan kara»   |                    |
| 2009 | TVXQ            | «Stand by U»          | (versión de drama) |
| 2009 | Kame & L.N.K    | «School Life»         |                    |
| 2008 | Ken Hirai       | «Canvas»              |                    |
| 2007 | Ketsumeishi     | «Seinaru Yoru ni»     |                    |
| 2006 | Ota Crew        | «Maharaja Super Star» |                    |
| 2005 | Sukima Switch   | «Nomi Ni Konaika»     |                    |
| 2004 | Ai Ōtsuka       | «Kingyo Hanabi»       |                    |
| 2004 | sacra           | «Yesterday»           |                    |

## Premios y nominaciones
| Año  | Categoría             | Premio                              | Trabajo                    | Resultado |
| ---- | --------------------- | ----------------------------------- | -------------------------- | --------- |
| 2019 | Mejor Actor           | 44th Hochi Film Award               | Ossan's Love: Love or Dead | Nominado  |
| 2019 | Mejor actor debutante | 43rd Elan d'or Award                | -                          | Ganó      |
| 2019 | Mejor Actor           | 22nd Nikkan Sports Drama Grand Prix | Ossan's Love               | Ganó      |
| 2018 | Mejor Actor           | 11th Tokyo Drama Award              | Ossan's Love               | Ganó      |